# Zbabělci
Zbabělci, román napsaný již v roce 1948, vydaný však až o deset let později v nakladatelství Československý spisovatel, jsou Škvoreckého prvotinou a obsahují řadu autobiografických prvků. Děj se odehrává ve východočeském městě Náchod (v knize zmiňováno jako Kostelec), v jediném týdnu na samém konci druhé světové války během Květnového povstání. Každý den hlavního hrdiny Dannyho Smiřického je vylíčen jako samostatná kapitola.

## Děj knihy
Osm dní od pátku 4. května do 11. května je viděno značně subjektivně očima dvacetiletého gymnazisty, který je členem amatérské hudební jazzové skupiny. Jazz je jeho velkou vášní, stejně tak jako dívky, kterým se ze všech sil snaží zalíbit. Konkrétně jde o dlouhotrvající lásku k Ireně, která ale jeho city neopětuje a chodí s horolezcem Zdeňkem.
V posledních dnech války se v Kostelci schyluje k revoluci – je očekáván příchod osvoboditelských armád, ale i prchajících esesmanů. V městečku se totiž organizuje silný odpor proti posledním skupinkám Němců. Kvůli tomu dochází k častým konfrontacím mezi tzv. městskou smetánkou, která se snaží dohodnout s velitelem okupačních sil bezproblémové převzetí města bez zbytečného násilí a škod, a mladou generací, obrňující se notnou dávkou cynismu a pesimismu a v neposlední řadě také střelnými zbraněmi. Když se během zákazu vycházení Danny předvádí před Irenou, je zadržen, ale na zákrok dr. Šabaty, který s Němci vyjednává, je i s druhým zadrženým propuštěn. Cestou domů potká své po zuby vyzbrojené kamarády, kteří ho chtěli vysvobodit a jsou zklamaní, že se s Němci vyjednává a nebojuje.
Danny se nechá zapsat do revoluční armády, která se shromažďuje v pivovaru, přestože někteří z jeho kamarádů mají obavy, že je to jen úskok místní honorace jak dostat pod kontrolu horké hlavy a zabavit jim zbraně. Jejich obavy se skutečně naplní. Jejich kamarád Přemek, který odmítne odevzdat zbraně, je zatčen. Bez jídla a beze zbraní jsou mladíci po skupinkách vysláni hlídkovat do města. Dannyho jediným motivem je potenciální Irenin obdiv, až se z něj stane hrdina.
Kluci by nejradši chtěli bojovat s Němci, ale když se u nádraží střetnou se skupinou odbojářů, kteří chtějí přepadnout muniční vlak na nádraží, velitel jejich hlídky jim nařídí se s odbojáři poprat a přivolá na pomoc Němce. Kluci ztratí iluze o "revoluci" vedené městskou honorací a taky dostanou strach, že budou po válce považováni za zrádce. Danny a jeho kamarádi Benno a Harýk se rozhodnou dezertovat.
V následujících dnech město zaplaví uprchlíci a propuštění vězňové z koncentračních táborů a váleční zajatci. Danny se konečně cítí užitečný, když jim pomáhá sehnat jídlo, koupel a ubytování.
Situace se podstatně zhorší ve středu 9. května, kdy do města dorazí esesáci, kteří odmítají kapitulovat. Kontrolu nad revoluční armádou převezmou komunisti, rozdají mladíkům zbraně a pošlou je vstříc postupujícím esesákům. Danny a jeho kamarádi se dostanou do přestřelky s německými tanky u Celnice a jeden z nich je zabit. Poté, co odveze raněné do nemocnice, se Danny vrací do pivovaru, kam míří také esesáci. Společně s kamarádem Přemkem, který právě uprchl z vězení (kam ho zavřeli, protože nechtěl odevzdat zbraň), a těžkým kulometem, který Přema schovával od mobilizace po celou válku, zlikvidují německý tank. Přijíždějícím užaslým ruským vojákům a komunistům však neřeknou svá pravá jména: nechtějí být taháni po "parádách". Po návratu do města zjistí, že z pivovaru utekli právě včas, protože mladíci, které tam esesáci přistihli, byli umučeni k smrti. Nyní se karta obrátila a dochází k brutálnímu mučení zajatých esesáků.
Vše končí oficiálním vítáním Rudé armády a prvním poválečným koncertem Dannyho kapely.

## Vyprávěcí prostředky
Danny je ve svých soudech okolí a prostředí malého města velmi otevřený a mladicky kritický, svou otevřenost neomezuje ani v otázkách tabuizovaných jako jsou sex, postavení mladé generace nebo úvahy mezi řádky na téma: měli bychom tu radši Angličany, nebo Rusy?
V románu jsou zdařile vykresleny životní pocity mladé generace (Danny po většinu času myslí na holky), její revolta proti pokrytectví generace otců. Danny má zdravou naivitu mládí, odpor k jakémukoli patosu, občas se zdá být cynický, ale přitom cítíme, že je lidský, tolerantní a pln soucitu k těm, kteří si to zasluhují. Jazyk knihy, slang mladých lidí, živé dialogy a prokládání češtiny němčinou a angličtinou – to vše také přispělo k výrazné plastičnosti a přesvědčivosti postav, přestože se jejich životní obzor nezdá nijak zvlášť široký – jejich nejvyššími životními hodnotami jsou jazz a kontakty s druhým pohlavím.

## Film
Na jaře či v létě 1968 napsal Josef Škvorecký s Milošem Formanem synopsi scénáře k Zbabělcům. Samotný scénář, natož film ale už nevznikl. Škvorecký po odchodu do exilu přeložil synopsi do angličtiny, ale ani zde podle ní žádný film nevznikl. Původní česká verze se ztratila, Škvorecký synopsi přeložil zpátky do češtiny na začátku 21. století. Poté byla publikována v bulletinu Společnosti Josefa Škvoreckého Danny č. 1/2004 a knižně v souboru Zločin v šantánu a jiné filmové povídky a scénáře (spisy Josefa Škvoreckého, svazek 28, Literární akademie 2007).
Kromě toho napsal scénář Zbabělců Petr Jarchovský a zfilmovat ho zvažovali v 90. letech 20. století Jiří Menzel či Vladimír Michálek. Nerealizovaný zůstal i projekt Bohdana Slámy. V rozhovoru s Jiřím Peňásem pro Lidovky.cz z 15. března 2012 hovoří o možném filmovém zpracování režisérka Andrea Sedláčková, která je rovněž autorkou televizní adaptace Škvoreckého povídky Malá pražská Matahára pod názvem Rytmus v patách.